# خليل مرسي
خليل مرسي (21 سبتمبر 1946- 5 أغسطس 2014)، ممثّل وأكاديمي مسرحي مثّل في المسرح والتلفزيون والسينما.
واسمه الكامل خليل مرسي خليل سلطان، درس في كلية الزراعة ثم بعد إتمام دراسته في كلية الزراعة، درس فنون المسرح قام بعمل دراسات عليا بعد ذلك.
توفي الفنان خليل مرسي يوم الثلاثاء الموافق 5/8/2014 عقب تعرضه لأزمة صحية حادة في القلب والمخ، داخل مستشفى السلام الدولي.

## أعماله

### أفلام
| - الجزيرة 2-2014-(النائب العام) - علقة موت-2009 - البلد دي فيها حكومة-2008- (لواء مرسي) - أوقات فراغ-2006-(حسن والد احمد) - علمني الحب-2005-(ضيف شرف) - حبّك نار-2004-(جمال مهران ضابط البوليس) - حّفار البحر-2003 - مافيا -2002 - الساحر-2001 - بليه ودماغه العالية-2000 - أبناء الشيطان-2000-(.... حافظ) - أمن دولة-1999- (عبد العزيز) - الإمبراطورة-1999-(العميد) - ننوس عينه-1998-(نمر) - حائط البطولات-1998 - الخطيئة السابعة-1996 | - امرأة هزت عرش مصر-1995-(مراغي وزير الداخليه) - الناجون من النار - 1994 - خلطبيطه-1994 - الطيب والشرس والجميلة-1994-(مرسي) - مغلف بالشيكولاته-1994 - زيارة السيد الرئيس-1994-(الرجل الغامض) - أقوى الرجال-1993-(الوحش) - تحقيق مع مواطنة-1993-(المحقق) - الشطار-1993 - المتهمون-1992-(نصيف زميل مجدي) - الفاس في الرأس-1992-(يحيى) - الخطوة الدامية-1992-(ضابط التحقيق) - نوع آخر من الجنون-1992 - مهمة في تل أبيب -1992 - الحجر الداير-1992- (أبو سيد) - شياطين المدينة-1991 | - احذروا هذه المرأة -1991-(رئيس النيابة) - عصر القوة-1991-(حاتم) - موعد مع الرئيس-1990-(رفعت) - الأستاذ-1990-(ضابط البوليس) - -1990 - الإمبراطور-1990-(ضابط أمن الدولة) - العقرب-1990-(المحقق) - امرأة ضلت الطريق-1990-(شوقي) - الهروب من الخانكة-1986-(المحقق) - ساعات الفزع-1986 - أخي وصديقي سأقتلك-1986 - الحب في غرفة الانعاش-1985-(سيد سائق التاكسي) - لن أغفر أبدا-1981-(شعبور بالكفتيريا) - صاحب الصورة - آسف للإزعاج - أحلام رجل يموت بطيئا |

### مسلسلات
| - الوسواس - 2015 - خلف الله- 2013 - الرجل العناب- 2013 - العراف-2013-(اللواء ياسين) - خيبر -2013-(سعد بن عبادة) - ربيع الغضب-2013 - قضية معالي الوزيرة-2012 - باب الخلق-2012 - النار والطين-2012 - بالأمر المباشر-2012 - حافة الغضب-2012-(دكتور إبراهيم النشار) - نابليون والمحروسة-2012 - إحلم ولا يهمك-2011-(البروف) - أبواب الخوف-2011-(كامل الزيات) - وادي الملوك-2011 - مشرفة رجل لهذا الزمان-2011-(سعد زغلول) - مذكرات سيئة السمعة-2010 - -2010 - دندوش بيأجر مفروش-2010 - راجل وست ستات (ج6) -2010 - سنوات الحب والملح-2010-(الباشا والد دنيا) - الجماعة-2010 - ملكة في المنفى-2010- (علي باشا ماهر) - سقوط الخلافة-2010-(ضيف شرف سعاوي) - كليوباترا-2010 - الرحايا حجر القلوب-2009-(هضبى) - متخافوش-2009-(محمود الطويل) - الخيول تنام واقفة-2009-(مختار) - حضرة الضابط أخي-2009-(سعد الدمام / ضيف ح1) - علشان ماليش غيرك-2009 - صدق وعده-2009-(يكسوم) - قاتل بلا أجر-2009-(وكيل النيابة) - شط إسكندرية-2008 | - أيام الرعب والحب- 2008 - الفنار - 2008 - الهاربة1-2008 - 7 شارع السعادة-2008-(ضيف شرف) - سلطان الغرام-2007 - حق مشروع-2007-(عبادي أبو حسان) - لحظات حرجة-2007 - الإمام الشافعي-2007 - دنيا - 2007 - بلاغ للرأي العام -2007-(ضيف شرف) - قضية رأي عام -2007 - العقاب-2007 - حضرة المتهم أبي -2006-(عمر طوبار) - نصر السماء-2006 - الإمام المراغي-2006 - العزبة -2006 - عايش في الغيبوبة-2006 - لا أحد ينام في الإسكندرية-2006 - عفريت القرش-2006 - سكة الهلالي-2006-(عمرو الصفتي) - أحلام عادية-2005-(زوج نادية السابق) - أنا وهؤلاء-2005-(عزيز) - ورد النيل-2005 - المنصورية-2005 - مبروك جالك قلق -2005 - ينابيع العشق-2005 - أوراق مصرية (ج3) -2004-(نجاح فضل) - عيب يا دكتور -2004 - المهنة طبيب-2004 - الطارق-2004-(ملهاص) - مصر الجديدة-2004-(إبراهيم الهلباوي) - القلب إذا هوى-2003 | - أولاد الأكابر-2003 - المرأة في الإسلام-2003 - رجل الأقدار-2003- (العاص بن وائل والد عمرو) - شاطىء الخريف-2003 - فارس العرب سيف الدين الحمداني-2002 - عالم بدون اسرار -2002 - فارس بلا جواد -2002-(مفتش البوليس السري (عدلي حسنين) - نجوم في سماء الحضارة الإسلامية-2001 - بوابة الحلواني (ج4) -2001-(محمد أفندي الماسي) - الأماني المرة ( استغفر الله )-2001 - الكومي-2001 - منشية البكري-2001 - الجاني مين-2000 - أوبرا عايدة-2000-(اللواء محمد يوسف) - الجذور-1999 - الغروب لا يأتي سرا-1999 - عفوا حبيبتي-1999 - ميراث الريح-1999-(مصطفى) - نسر الشرق (ج1، 2) -1999، 2000 - الليث بن سعد -1999 - نون النسوة-1998 - المجهول-1998-(ضيف الحلقات / العمدة) - المفتاح الضائع-1998 - يوميات ونيس (ج5، 7، 8) -1998، 2010، 2013 - (باهر بك) - ألف ليلة وليلة (ذات الخال) -1998 - شيء من الخوف-1998 - الوزير الشاعر-1998- (المعتصم بالله) - رياح الشرق-1998-(الشيخ مسعود) - هارون الرشيد-1997- (أبو جابر) - زيزينيا ج (1، 2)- 1997، 2000-(عطية) - اعترافاتي-1996 - أولاد حضرة الناظر-1996 - لن أعيش في جلباب أبي- 1996 | - رسالة خطرة-1996 - لن أعيش في جلباب أبي-1996-(الريس مرسي) - أولاد الأصول-1995 - صباح الخير يا جاري-1994 - دكتوراه في الحب -1994 - سر الأرض-1994 - أبرياء في المصيدة-1993 - المحاكمة-1993-(القاضي) - أهل الطريق-1993 - بنت سيادة الوزير-1992-(ضابط) - الطاووس -1991 - اليقين-1990-(ضيف الحلقات) - طارق من السماء-1989 - أهلا يا جدو العزيز -1989 - الطبري-1987 - اللاعب والدمية-1986 - حادي بادي-1986 - رحلة السيد أبو العلا البشري-1986 - المحروسة 85 -1985-(سامي) - الباقي من الزمن ساعة-1982 - ليلة القبض على فاطمة-1982 - وقال البحر-1982-(بكير) - الخروج من الدائرة - حكايات من التراث - نادي الخالدين - عباد الرحمن - جراح العمر - العزف على أوتار ممزقة - ولدي - الألغاز والمغامرون الخمسة - الوصي-(دياب) - عندما تضحك الأوتار - الوريث |

### مسرحيات
| - هي في حياة الرسول -2012 - الغولة -2009 - أهلا يا بكوات-2006 - شيء في صبري -2002 - سكة السلامة 2000 -2000-(فكري عبد السلام الصحفي) - لعبة الست-2000- (ايزاك عنبر) | - كارمن-2000-(أيمن) - دستور يا أسيادنا-1995 - اللي بنى مصر -1994 - تكسب يا خيشة-1994 - إفرض-1988 - راقصة قطاع عام -1985-(درويش) | - الأيام(سعد زغلول) - حلوة يا دنيا - ملك سيام - أنت المطلوب - الزير سالم - مملكة الذئاب |

### أخرى
| - الحرامي -2014- فيلم قصير - الإمام محمد عبده -2012-مسلسل إذاعي - المهرة والخيال -2006-مسلسل إذاعي - فوازير المناسبات (1988) | - قضية طفل بريء -سهرة تليفزيونية - لا وقت للخوف -سهرة تليفزيونية - رجل في محنة -سهرة تليفزيونية - حساب قديم-سهرة تليفزيونية | - أوتـوستوب -سهرة تليفزيونية - وابتسم الغضب-مسلسل إذاعي - خروف رؤوف-مسلسل إذاعي - هدى شعراوي رائدة النهضة النسائية-سهرة تليفزيونية | - قيد المواليد-سهرة تليفزيونية - قطعوا التوتة- سهرة تليفزيونية - شيش يك-فيلم قصير - الرنين والصدى-سهرة تليفزيونية |

## وفاته
توفي خليل مرسي بعد تعرّضه لأزمة صحية حادة في 5 أغسطس 2014.